# Filipe Luís
Filipe Luís Kasmirski (Jaraguá do Sul, 9 de agosto de 1985) é um treinador e ex-futebolista brasileiro que atuou como lateral-esquerdo. Atualmente comanda o Flamengo.

## Carreira como jogador

### Início no futsal
De origem multiétnica, iniciou sua carreira desportista na equipe de futsal da sua cidade natal. Seu talento logo chamou a atenção, e ele foi convocado para a Seleção Catarinense Sub-15. Chamou a atenção também do Figueirense, que o contratou para suas divisões de base do futebol de campo. Com isso, Filipe jogou futsal até os 14 anos.
| “                                          | Tudo que aprendi de domínio de bola, controle, domínio orientado, esses dribles curtos de um pé para o outro, passe com lado externo do pé, jogar para frente, passe diagonal cortado... Tudo isso eu aprendi com o Maneca no futsal. Depois, foi muito difícil adaptar no campo. Com o tempo, eu consegui. Nem gostava de jogar, porque tocava pouco na bola, mas meu pai me obrigou, não teve jeito e tive que ir para o campo. | ” |
| — Filipe Luis, sobre suas raízes no futsal | |   |

### Primeiros passos no futebol
Revelado pelo Figueirense em 2003, Filipe atuou no clube catarinense até o fim de 2004, quando partiu para dar os primeiros passos no futebol europeu e se transferiu para o Ajax. No entanto, sem espaço no clube holandês, seu agente, Juan Figer o colocou no Rentistas — um clube de aluguel do qual Figer era sócio — a fim de valorizar seu passe.
Com contrato com o Rentistas, foi emprestado ao Real Madrid Castilla, e depois para o La Coruña, que o contrataria em definitivo em 2008.

### Deportivo La Coruña

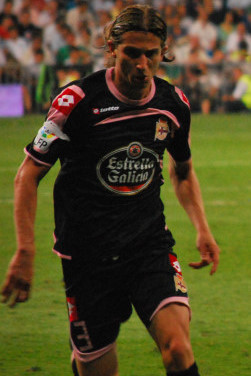
Filipe Luís atuando pelo La Coruña em 2009

Em 2006, Filipe Luís foi contratado por empréstimo pelo Deportivo La Coruña.
Com boas atuações e regularidade, foi eleito pela UEFA como o melhor lateral-esquerdo da La Liga na temporada 2008–09. O jogador também tem em seu currículo um recorde importante: atuou consecutivamente em 66 partidas como titular pela equipe da Galiza.
No dia 23 de janeiro de 2010, num jogo contra o Athletic Bilbao, sofreu uma grave fratura do perônio com luxação do tornozelo direito após chocar-se com o goleiro adversário, Gorka Iraizoz, na mesma jogada onde fez o primeiro gol da vitória de 3–1 do La Coruña. Ele ficou afastado dos gramados por vários meses, perdendo assim as poucas chances que ainda lhe restavam de ser convocado à Copa do Mundo de 2010.

### Atlético de Madrid

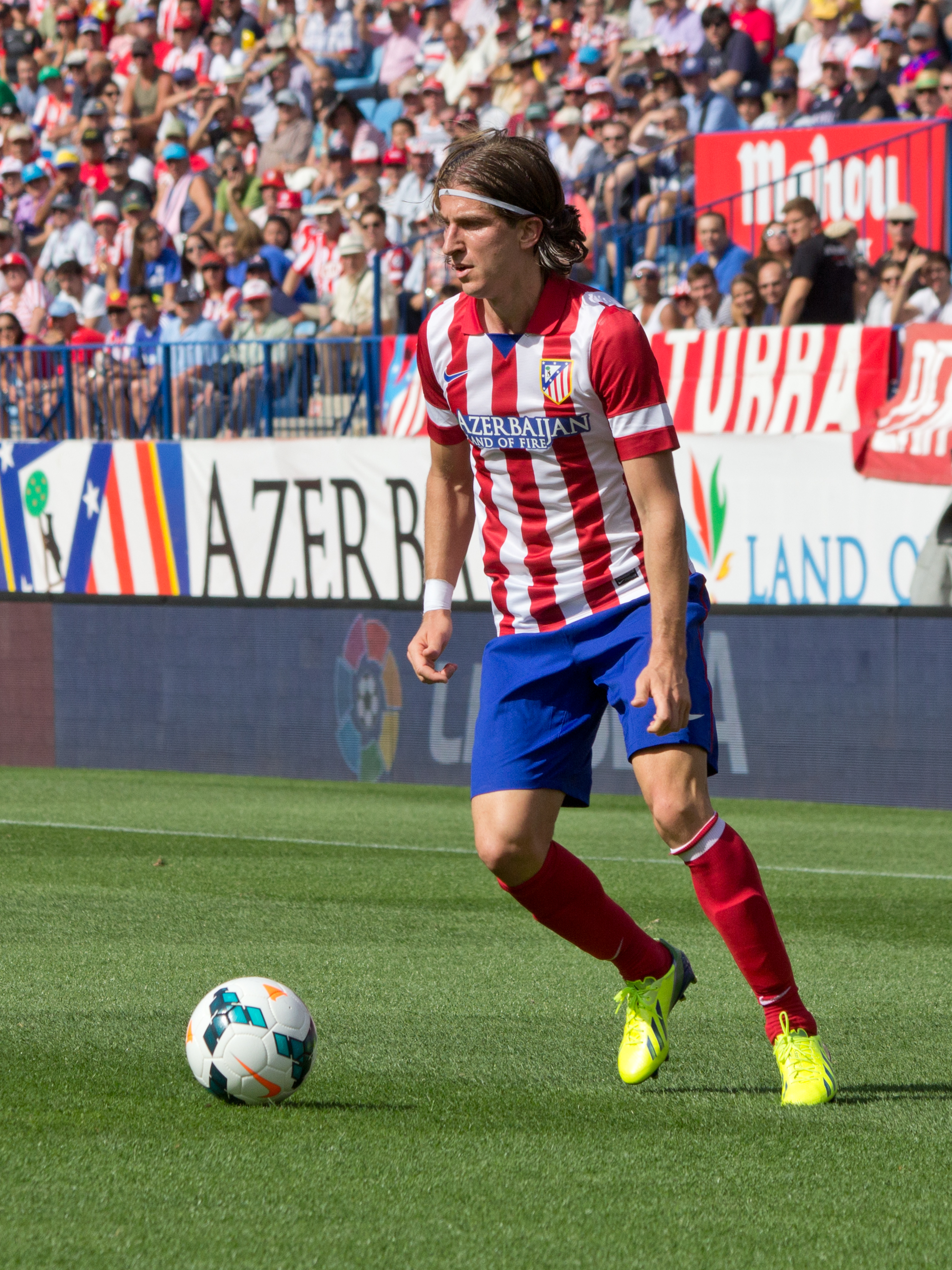
Filipe Luís pelo Atlético de Madrid em 2013

No dia 23 de julho de 2010, o La Coruña anunciou a venda do jogador para Atlético de Madrid. Filipe firmou um acordo válido por cinco anos com o novo clube.
Sua estreia oficial ocorreu no dia 26 de setembro, em casa, contra o Zaragoza, onde deu uma assistência para o compatriota Diego Costa marcar o único gol do jogo. Ao final da partida, Filipe recebeu o prêmio de "craque do jogo".
Em sua primeira temporada, disputou a titularidade com Antonio López. No dia 10 de abril de 2011, ele marcou seu primeiro gol pela equipe na vitória em casa por 3–0 sobre a Real Sociedad.
No dia 17 de janeiro de 2013, ele marcou o segundo na vitória por 2–0 contra o Real Betis pela Copa do Rei. Ele também jogou os 90 minutos na final contra o Real Madrid, que terminou em com um triunfo por 2–1 e o título no Santiago Bernabéu.
Filipe Luís fez sua primeira aparição na Liga dos Campeões da UEFA na edição de 2013–14, ajudando os Colchoneros a garantir o primeiro lugar no Grupo G ao marcar na goleada em casa por 4–0 contra o Austria Viena.
Durante a campanha nessa temporada, ele fez parte de uma defesa que sofreu 26 gols em 38 jogos no Campeonato Espanhol, sendo peça fundamental para o Atlético conquistar o título pela primeira vez em 18 anos. Além disso, ele participou de dez jogos na Champions, incluindo a derrota na final por 1–4 para o Real Madrid, em Lisboa. Posteriormente foi eleito para a seleção da Liga Espanhola ao lado do companheiro de equipe Miranda e de Sergio Ramos, do Real Madrid.

### Chelsea

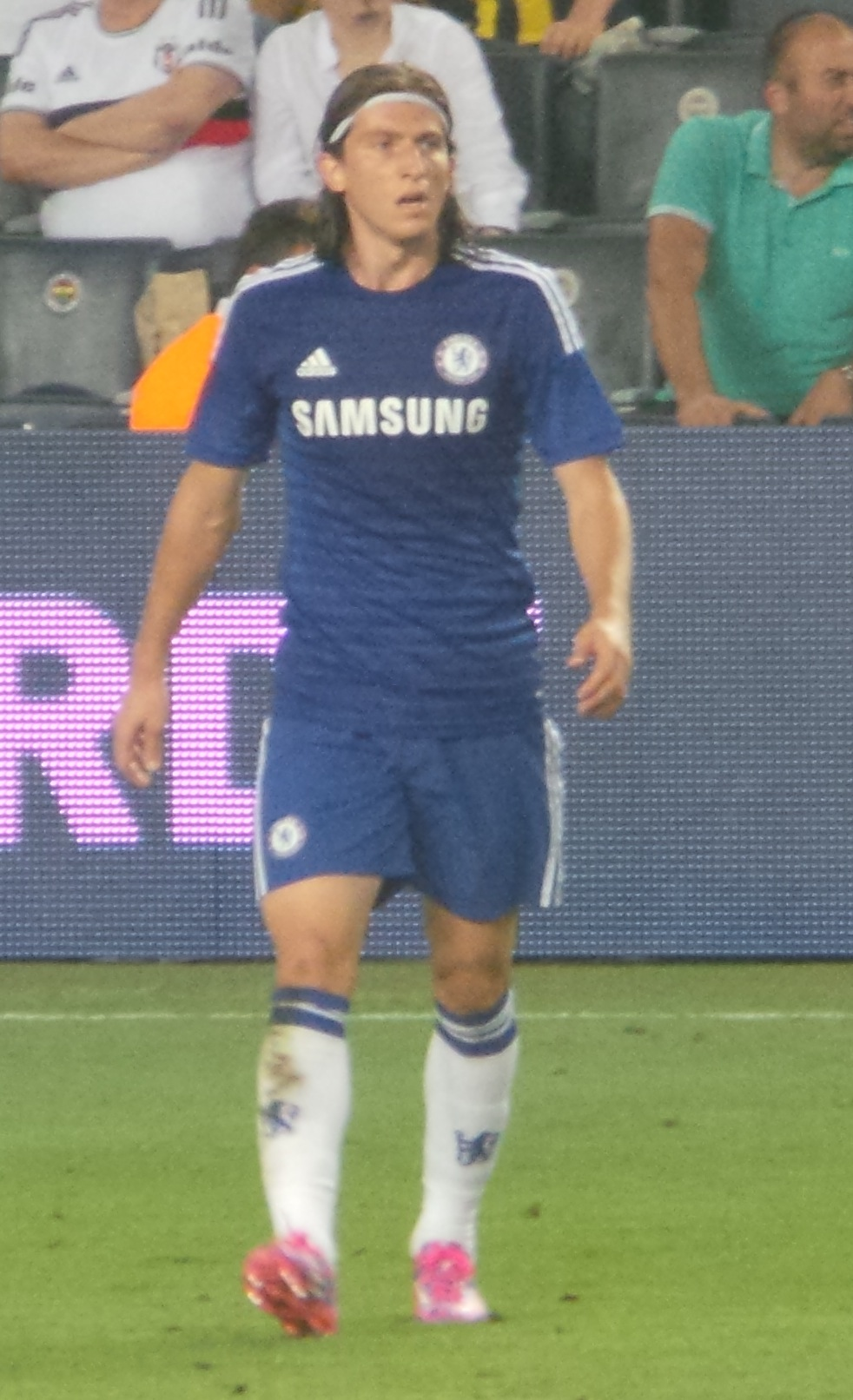
Filipe Luís atuando pelo Chelsea em 2014

No dia 16 de julho de 2014, o Chelsea anunciou sua transferência ao clube. Ele recebeu a camisa 3, livre desde a saída de Ashley Cole para a Roma. O jogador assinou um contrato de três anos, afirmando na sua chegada: "Essa chegada é um sonho se tornando realidade para mim. Agora tenho a oportunidade de jogar pelo Chelsea e também na Premier League. Estou muito feliz e ansioso para começar e dar o meu melhor para a equipe nas próximas temporadas."
Estreou em um amistoso de pré-temporada contra o Wolfsberger, no dia 23 de julho. Sua estreia oficial foi no dia 30 de agosto, onde entrou no lugar de Eden Hazard e atuou nos últimos sete minutos da goleada por 6–3 contra o Everton.
Seu único gol pelos Blues foi marcado no dia 16 de dezembro, de falta, na vitória por 3–1 sobre o Derby County pelas quartas-de-final da Copa da Liga Inglesa.
Após não conseguir se afirmar no Chelsea, Filipe Luís admitiu que o espanhol César Azpilicueta teve um rendimento superior e mereceu a titularidade na temporada.

### Retorno ao Atlético

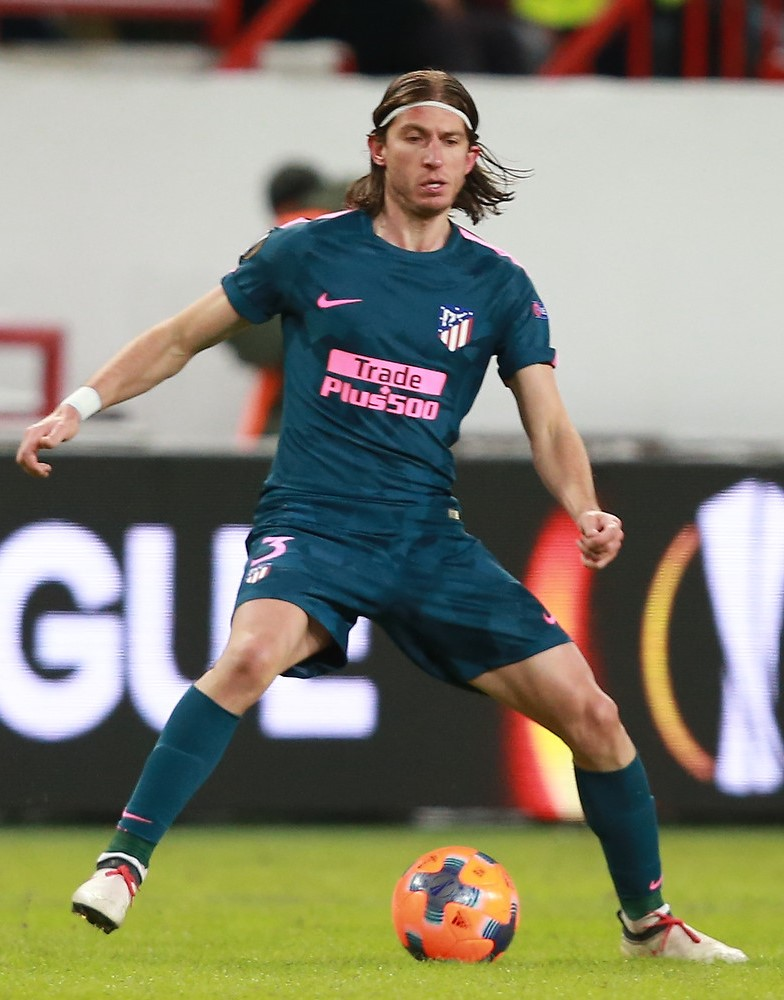
Filipe Luís pelo Atlético de Madrid em 2018

No dia 20 de julho de 2015, o Atlético de Madrid recontratou o brasileiro por 16 milhões de euros.
O jogador despediu-se do clube espanhol em 2019, com 333 partidas disputadas e sete títulos conquistados, rumo ao Flamengo.

### Flamengo

#### 2019
No dia 23 de julho, após uma longa negociação, Filipe retornou ao Brasil e assinou com o Flamengo até o fim de 2021. Sua contratação foi bancada pelo presidente Rodolfo Landim, que se encantou com a liderança e o profissionalismo do jogador durante a Copa América de 2019. O lateral tinha o perfil que os dirigentes estavam procurando para mudar a equipe de patamar.
Após a rápida adaptação que o levou a titularidade do time rubro-negro, depois da goleada sobre o Grêmio, pela Copa Libertadores, Filipe Luís afirmou que estava vivendo o momento mais especial da sua carreira.

#### 2020
Marcou seu primeiro gol pelo Flamengo no dia 12 de fevereiro, na vitória por 3–2 sobre o Fluminense, válida pela Taça Guanabara.
Seu segundo gol pelo clube foi no dia 9 de setembro, novamente em uma vitória contra o Fluminense, dessa vez por 2–1, válida pela 9ª rodada do Campeonato Brasileiro. O jogador voltou a balançar as redes no dia 13 de dezembro, na goleada por 4–1 sobre o Santos, em jogo válido pela 25ª rodada do Brasileirão.

#### 2021
No dia 11 de agosto, Filipe Luís completou 100 jogos com a camisa do Flamengo, sendo a vitória do rubro-negro por 4–1 sobre Olimpia no jogo de ida das quartas da Libertadores. Em 17 de novembro, foi confirmada sua renovação de contrato com o clube até o final de 2022.
Filipe Luís terminou o ano com 32 jogos (20V/6E/6D), um gol marcado e duas assistências distribuídas.

#### 2022
Em 6 de março, fez o primeiro gol da vitória de 2–1 sobre o Vasco da Gama na 10ª rodada do Campeonato Carioca.
Em 10 de outubro, aos 18 minutos da Final da Libertadores 2022 contra o Athletico Paranaense, Filipe sentiu a perna direita após uma dividida com o atacante Vitor Roque. Ayrton Lucas entrou em seu lugar.
No dia 14 de novembro, foi confirmada sua renovação de contrato com o clube até o final de 2023.
Considerado titular absoluto do time do Flamengo, o jogador fechou o ano com 40 jogos (36 como titular) e 2 973 minutos em campo.

#### 2023
Em sua última temporada pelo Flamengo, Filipe Luís atuou em apenas 21 jogos. No dia 30 de novembro, aos 38 anos, o lateral-esquerdo anunciou de forma oficial que se aposentaria do futebol profissional no fim da temporada.
Filipe Luís realizou 176 jogos pelo Flamengo, sendo o último no dia 3 de dezembro, na vitória por 2–1 contra o Cuiabá no Maracanã, válida pela 37ª rodada do Campeonato Brasileiro. Filipe, que começou no banco de reservas, chorou com com o apoio recebido pela torcida ao entrar em campo. No total em suas 176 partidas vestindo a camisa rubro-negra, foram 112 vitórias, 32 empates e 32 derrotas, com quatro gols marcados e nove assistências distribuídas.

## Seleção Nacional

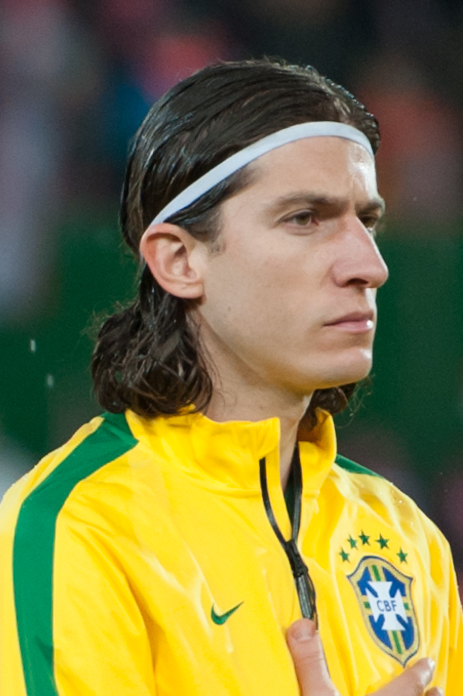
Filipe Luís com a Seleção Brasileira em 2015

No dia 7 de agosto de 2009, recebeu sua primeira convocação para a Seleção Brasileira principal. O jogador foi chamado pelo técnico Dunga devido ao corte de Marcelo.
Antes de estrear pelo Brasil, chegou a ser sondado pela Polônia, terra de seu bisavô e origem do seu sobrenome Kasmirski. Filipe também tem origem italiana, terra de sua mãe.[carece de fontes?] Além de ter sido cogitado na Seleção Espanhola e de também ter alguns parentescos austríacos.[carece de fontes?]
Realizou sua estreia no dia 14 de outubro de 2009, no empate em 0–0 contra a Venezuela, em partida válida pelas Eliminatórias da Copa do Mundo de 2010.
Filipe Luís foi convocado por Felipão para a Copa das Confederações de 2013 no Brasil, onde sagrou-se campeão, apesar de não ter entrado em campo durante a competição. Ele foi um dos pré-convocados para a Copa do Mundo de 2014, porém acabou preterido por Marcelo e Maxwell.
No dia 17 de novembro de 2015, na Arena Fonte Nova, Filipe Luís marcou seu primeiro gol pela Seleção Brasileira na vitória 3–0 contra o Peru, pelas Eliminatórias da Copa do Mundo de 2018.
Integrou o elenco que disputou a Copa América Centenário em 2016.
Foi convocado pelo técnico Tite para a Copa do Mundo de 2018 e para a Copa América de 2019.
Seu nome constou na lista dos 55 jogadores enviados pelo técnico Tite para FIFA como pré-convocados para a Copa do Mundo FIFA de 2022, mas acabou não sendo convocado, sendo preterido por Alex Sandro e Alex Telles.

## Carreira como treinador
Em abril de 2022, ainda enquanto jogador, Filipe deu início ao curso de técnicos da CBF Academy ao lado de companheiros de Flamengo como Diego Ribas e Willian Arão. O então lateral-esquerdo recebeu a Licença B no dia 12 de maio de 2023, podendo assim ser técnico de times das categorias de base.

### Flamengo Sub-17
Filipe Luís foi oficialmente anunciado como novo técnico do time Sub-17 do Flamengo no dia 18 de janeiro de 2024, iniciando os trabalhos a partir de 22 de janeiro.
No dia 17 de junho, em seu último jogo na categoria, Filipe conquistou seu primeiro título como treinador, a Copa Rio Sub-17 em cima do Vasco.

### Flamengo Sub-20
Em 13 de junho de 2024, Filipe foi oficialmente anunciado como novo técnico do time sub-20 do Rubro-Negro. O ex-lateral substituiu Mario Jorge, que assumiu a Seleção Sub-17 da Arábia Saudita.
Pouco mais de dois meses depois, foi campeão da Copa Intercontinental Sub-20.

### Flamengo
Em 30 de setembro de 2024, após a saída de Tite, o Flamengo anunciou que Filipe Luís assumiria interinamente até o fim da temporada. No dia 1 de outubro, o vice-presidente de futebol, Marcos Braz, afirmou que o novo treinador teria um contrato definitivo e admitiu seu erro na publicação da nota oficial.
Filipe Luís estreou como treinador da equipe principal no dia 2 de outubro, numa vitória por 1–0 contra o Corinthians, válida pela semifinal da Copa do Brasil. O gol marcado por Alex Sandro foi comemorado com muita euforia pelo treinador, o que repercutiu bem entre a torcida. No jogo de volta, o 0 a 0 garantiu a classificação.
Em 10 de novembro de 2024, o Flamengo foi campeão da Copa do Brasil, após vencer o Atlético Mineiro, por 1–0, na Arena MRV. O gol foi de Gonzalo Plata, o qual saiu do banco de reservas. No primeiro jogo, no Maracanã, o Fla venceu por 3–1.
Em sua primeira decisão como treinador do time profissional, Luís foi considerado como um bem sucedido estrategista. No segundo tempo, apostou em um esquema de três zagueiros, que permitiu bons contra-ataques, diante da "agonia" do rival, tendo assim saído o único tento da partida. Na entrevista pós-jogo, apresentou um discurso claro e objetivo, elogiando o trabalho do seu antecessor, Tite (treinador até as quartas).
Na 37ª rodada do Brasileirão, o treinador enfrentou o Criciúma, cuja derrota interessava ao arquirrival Fluminense, em razão da luta deste contra o Z4. Sem sustos, o clube venceu por 3–0. Na coletiva de imprensa, Filipe declarou que jamais entregaria o jogo, citando valores profissionais e pessoais.
Contra o Botafogo, venceu a Supercopa do Brasil de 2025 em Belém no Pará, dentro do estádio Mangueirão lotado com mais de 40 mil presentes
Em 16 de março de 2025, foi campeão do Campeonato Carioca, após empatar sem gols com o Fluminense, no Maracanã. No primeiro jogo, triunfo por 2-1. Foi o terceiro título de Filipe em 166 dias, média de uma taça a cada 55 dias. Considerando a anexa Taça Guanabara, quatro títulos.
Em abril, perdeu uma invencibilidade que durou 27 jogos. O começo muito bem-sucedido rendeu comparações com Jorge Jesus e matéria no site da FIFA. No mesmo mês, após golear o Corinthians por 4 a 0, comentou sobre a sequência de cinco jogos sem levar gols, que agregava duas goleadas, mas também dois empates de 0 a 0: "Penso que um ataque ganha jogos, mas a defesa ganha campeonatos. Sempre penso isso, e dou um valor muito importante para a fase defensiva da equipe". Seu plantel ainda teria mais um jogo sem sofrer gol (Botafogo-PB 0-1 Flamengo), com o Cruzeiro furando o gol flamenguista no seguinte.

## Estilo de jogo
Lateral com características mais defensivas que ofensivas, Filipe Luís era notoriamente conhecido por sua consciência tática e ótima de leitura de jogo, habilidades estas que ele credita ao treinador holandês Danny Blind, que o ensinou a "aprender aspectos táticos do jogo". Não à toa, o ex-jogador e então comentarista Pedrinho falou o seguinte sobre Filipe Luís: "É um gênio. Ele não tem velocidade, força, não tem drible. Mas joga mais do que todo mundo, só com a cabeça."
Sobre suas características ofensivas, o comentarista André Rocha afirmou o seguinte: "Filipe Luís tem força no apoio, por dentro ou abrindo o campo, com qualidade no passe e visão de jogo, mas não é o lateral que ataca espaço e chega rápido ao fundo, surpreendendo a marcação. É mais um que progride tocando."

## Estatísticas
Atualizadas até 18 de janeiro de 2024[carece de fontes?]

### Clubes
| Equipe               | Temporada         | Campeonato nacional | Campeonato nacional | Campeonato nacional | Copa nacional[a] | Copa nacional[a] | Copa nacional[a] | Competições continentais[b] | Competições continentais[b] | Competições continentais[b] | Outros torneios[c] | Outros torneios[c] | Outros torneios[c] | Total | Total | Total   |
| Equipe               | Temporada         | Jogos               | Gols                | Assist.             | Jogos            | Gols             | Assist.          | Jogos                       | Gols                        | Assist.                     | Jogos              | Gols               | Assist.            | Jogos | Gols  | Assist. |
| -------------------- | ----------------- | ------------------- | ------------------- | ------------------- | ---------------- | ---------------- | ---------------- | --------------------------- | --------------------------- | --------------------------- | ------------------ | ------------------ | ------------------ | ----- | ----- | ------- |
| Figueirense          | 2003              | 5                   | 1                   | 0                   | —                | —                | —                | —                           | —                           | —                           | 17                 | 0                  | 0                  | 22    | 1     | 0       |
| Figueirense          | 2004              | 17                  | 0                   | 0                   | —                | —                | —                | —                           | —                           | —                           | 0                  | 0                  | 0                  | 17    | 0     | 0       |
| Figueirense          | Total             | 22                  | 1                   | 0                   | 0                | 0                | 0                | 0                           | 0                           | 0                           | 17                 | 0                  | 0                  | 39    | 1     | 0       |
| Real Madrid Castilla | 2005–06           | 37                  | 0                   | 0                   | —                | —                | —                | —                           | —                           | —                           | —                  | —                  | —                  | 37    | 0     | 0       |
| Real Madrid Castilla | Total             | 37                  | 0                   | 0                   | 0                | 0                | 0                | 0                           | 0                           | 0                           | 0                  | 0                  | 0                  | 37    | 0     | 0       |
| Deportivo La Coruña  | 2006–07           | 19                  | 0                   | 0                   | 7                | 1                | 0                | —                           | —                           | —                           | —                  | —                  | —                  | 26    | 1     | 0       |
| Deportivo La Coruña  | 2007–08           | 33                  | 1                   | 3                   | 2                | 0                | 0                | —                           | —                           | —                           | —                  | —                  | —                  | 35    | 1     | 3       |
| Deportivo La Coruña  | 2008–09           | 38                  | 2                   | 3                   | 2                | 0                | 0                | 12                          | 1                           | 2                           | 0                  | 0                  | 0                  | 52    | 3     | 5       |
| Deportivo La Coruña  | 2009–10           | 21                  | 3                   | 1                   | 3                | 1                | 1                | —                           | —                           | —                           | —                  | —                  | —                  | 24    | 4     | 2       |
| Deportivo La Coruña  | Total             | 111                 | 6                   | 7                   | 14               | 2                | 1                | 12                          | 1                           | 2                           | 0                  | 0                  | 0                  | 137   | 9     | 10      |
| Atlético de Madrid   | 2010–11           | 27                  | 1                   | 2                   | 6                | 0                | 0                | 3                           | 0                           | 0                           | —                  | —                  | —                  | 36    | 1     | 2       |
| Atlético de Madrid   | 2011–12           | 36                  | 0                   | 3                   | 1                | 0                | 0                | 16                          | 0                           | 0                           | —                  | —                  | —                  | 53    | 0     | 3       |
| Atlético de Madrid   | 2012–13           | 32                  | 1                   | 2                   | 6                | 2                | 0                | 4                           | 0                           | 0                           | —                  | —                  | —                  | 42    | 3     | 2       |
| Atlético de Madrid   | 2013–14           | 32                  | 0                   | 5                   | 5                | 0                | 0                | 10                          | 1                           | 1                           | 2                  | 0                  | 0                  | 49    | 1     | 6       |
| Atlético de Madrid   | Total             | 127                 | 2                   | 12                  | 18               | 2                | 0                | 33                          | 1                           | 1                           | 2                  | 0                  | 0                  | 180   | 5     | 13      |
| Chelsea              | 2014–15           | 15                  | 0                   | 0                   | 6                | 1                | 0                | 5                           | 0                           | 1                           | —                  | —                  | —                  | 26    | 1     | 1       |
| Chelsea              | Total             | 15                  | 0                   | 0                   | 6                | 1                | 0                | 5                           | 0                           | 1                           | 0                  | 0                  | 0                  | 26    | 1     | 1       |
| Atlético de Madrid   | 2015–16           | 32                  | 1                   | 4                   | 3                | 0                | 0                | 10                          | 0                           | 0                           | —                  | —                  | —                  | 45    | 1     | 4       |
| Atlético de Madrid   | 2016–17           | 34                  | 3                   | 6                   | 4                | 0                | 0                | 10                          | 0                           | 1                           | —                  | —                  | —                  | 48    | 3     | 7       |
| Atlético de Madrid   | 2017–18           | 20                  | 1                   | 2                   | 0                | 0                | 0                | 8                           | 0                           | 1                           | —                  | —                  | —                  | 28    | 1     | 3       |
| Atlético de Madrid   | 2018–19           | 27                  | 2                   | 2                   | 0                | 0                | 0                | 5                           | 0                           | 1                           | —                  | —                  | —                  | 32    | 2     | 3       |
| Atlético de Madrid   | Total             | 113                 | 7                   | 14                  | 18               | 0                | 0                | 33                          | 0                           | 3                           | 0                  | 0                  | 0                  | 153   | 7     | 17      |
| Flamengo             | 2019              | 16                  | 0                   | 0                   | —                | —                | —                | 5                           | 0                           | 0                           | 2                  | 0                  | 0                  | 23    | 0     | 0       |
| Flamengo             | 2020              | 31                  | 2                   | 3                   | 2                | 0                | 0                | 7                           | 0                           | 0                           | 9                  | 1                  | 2                  | 49    | 3     | 5       |
| Flamengo             | 2021              | 23                  | 0                   | 2                   | 4                | 0                | 0                | 10                          | 0                           | 0                           | 6                  | 0                  | 2                  | 43    | 0     | 4       |
| Flamengo             | 2022              | 10                  | 0                   | 0                   | 8                | 0                | 0                | 11                          | 0                           | 0                           | 11                 | 1                  | 0                  | 40    | 1     | 0       |
| Flamengo             | 2023              | 10                  | 0                   | 1                   | 2                | 0                | 0                | 5                           | 0                           | 0                           | 4                  | 0                  | 1                  | 21    | 0     | 2       |
| Flamengo             | Total             | 90                  | 2                   | 6                   | 16               | 0                | 0                | 38                          | 0                           | 0                           | 32                 | 2                  | 3                  | 176   | 4     | 11      |
| Total na carreira    | Total na carreira | 515                 | 18                  | 38                  | 72               | 5                | 1                | 121                         | 2                           | 7                           | 51                 | 1                  | 3                  | 748   | 27    | 51      |

- a. ^ Jogos da Copa do Brasil, Copa do Rei, Supercopa da Espanha, Copa da Inglaterra e Copa da Liga Inglesa
- b. ^ Jogos da Liga Europa da UEFA, Supercopa da UEFA, Liga dos Campeões da UEFA, Copa Libertadores da América e Recopa Sul-Americana
- c. ^ Jogos do Campeonato Catarinense, Copa do Mundo de Clubes da FIFA, Campeonato Carioca e Supercopa do Brasil

### Seleção Brasileira
Abaixo estão listados todos jogos e gols do futebolista pela Seleção Brasileira, desde as categorias de base. Abaixo da tabela, clique em expandir para ver a lista detalhada dos jogos de acordo com a categoria selecionada.
Sub-20
| Ano   |       |      |         |       |
| Ano   | Jogos | Gols | Assist. | Média |
| ----- | ----- | ---- | ------- | ----- |
| 2004  | 8     | 1    | 0       | 0,12  |
| 2005  | 8     | 1    | 0       | 0,12  |
| Total | 16    | 2    | 0       | 0,12  |

Principal
| Ano   |       |      |         |       |
| Ano   | Jogos | Gols | Assist. | Média |
| ----- | ----- | ---- | ------- | ----- |
| 2009  | 1     | 0    | 0       | 0     |
| 2013  | 3     | 0    | 0       | 0     |
| 2014  | 6     | 0    | 1       | 0     |
| 2015  | 11    | 1    | 3       | 0,09  |
| 2016  | 8     | 1    | 1       | 0,12  |
| 2017  | 2     | 0    | 0       | 0     |
| 2018  | 7     | 0    | 0       | 0     |
| 2019  | 6     | 0    | 1       | 0     |
| Total | 44    | 2    | 6       | 0,04  |

Seleção Brasileira
| Ano   |       |      |         |       |
| Ano   | Jogos | Gols | Assist. | Média |
| ----- | ----- | ---- | ------- | ----- |
| 2004  | 8     | 1    | 0       | 0,12  |
| 2005  | 8     | 1    | 0       | 0,12  |
| 2009  | 1     | 0    | 0       | 0     |
| 2013  | 3     | 0    | 0       | 0     |
| 2014  | 6     | 0    | 1       | 0     |
| 2015  | 11    | 1    | 3       | 0,09  |
| 2016  | 8     | 1    | 1       | 0,12  |
| 2017  | 2     | 0    | 0       | 0     |
| 2018  | 7     | 0    | 0       | 0     |
| 2019  | 6     | 0    | 1       | 0     |
| Total | 60    | 4    | 6       | 0,06  |

## Estatísticas como treinador
Atualizadas até 17 de agosto de 2025.
| Equipe   | Jogos | Vitórias | Empates | Derrotas | Aproveitamento |
| -------- | ----- | -------- | ------- | -------- | -------------- |
| Flamengo | 61    | 41       | 14      | 6        | 74.86%         |
| Total    | 61    | 41       | 14      | 6        | 74.86%         |

## Títulos como jogador
Figueirense
- Campeonato Catarinense: 2003 e 2004

Atlético de Madrid
- Liga Europa da UEFA: 2011–12 e 2017–18
- Supercopa da UEFA: 2012 e 2018
- Copa do Rei: 2012–13
- La Liga: 2013–14

Chelsea
- Premier League: 2014–15
- Copa da Liga Inglesa: 2014–15

Flamengo
- Campeonato Brasileiro: 2019 e 2020
- Copa Libertadores da América: 2019 e 2022
- Supercopa do Brasil: 2020 e 2021
- Recopa Sul-Americana: 2020
- Campeonato Carioca: 2020 e 2021
- Copa do Brasil: 2022

Seleção Brasileira
- Copa das Confederações FIFA: 2013
- Copa América: 2019

### Prêmios individuais
- Seleção da La Liga: 2013–14[79]
- Time Mundial do Ano (European Sports Media): 2015–16[80][81]
- Time do Ano da La Liga (UEFA): 2015–16[82] e 2016–17[83]
- Seleção do Campeonato Brasileiro: 2019[84]
- Seleção da Copa Libertadores da América: 2019[85][86]
- Equipe Ideal da América (El País): 2019[87]
- Seleção do Campeonato Carioca: 2020[88] e 2021[89]
- Seleção do Ano da CONMEBOL (IFFHS): 2021[90]

## Títulos como treinador

#### Categorias de Base
Flamengo
- Copa Rio Sub-17: 2024[91]
- Copa Intercontinental Sub-20: 2024[92]

#### Profissional
Flamengo
- Copa do Brasil: 2024[93]
- Supercopa do Brasil: 2025[94]
- Campeonato Carioca: 2025[95]

### Prêmios individuais
- Melhor Treinador da Copa do Brasil: 2024[96]
- Melhor Treinador do Campeonato Carioca: 2025[97]

### Honrarias
- Condecorado pela ALESC: 2024[98]